# قرار مجلس الأمن التابع للأمم المتحدة رقم 323
قرار مجلس الأمن التابع للأمم المتحدة رقم 323، المعتمد في 6 ديسمبر 1972، بعد التذكير بالقرارات السابقة وإعادة التأكيد على مسؤولية الأمم المتحدة تجاه ناميبيا، أشار المجلس بارتياح أن الناميبيين لديهم فرصة للتعبيرعن تطلعاتهم لممثلي الأمم المتحدة وأشار أن الغالبية العظمى من آراء أولئك الذين تمت استشارتهم مؤيدين لإلغاء «بانتوستان» والانضمام إلى الاستقلال الوطني. وأعرب المجلس عن أسفه لغموض جنوب أفريقيا فيما يتعلق بتقرير مصير لناميبيا، ودعا الأمين العام إلى مواصلة جهوده القيمة لضمان ممارسة شعب ناميبيا حقه في تقرير المصير والاستقلال.
وقرر القرار أيضا أنه فور التجديد الجزئي للعضوية في المجلس، سيتم تعيين ممثلين جدد لملء الشواغر التي ستحدث في المجموعة المنشأة وفقا للقرار 309.
تم تمرير القرار بأغلبية 13 صوتًا، في حين امتنع الاتحاد السوفييتي عن التصويت ولم تشارك جمهورية الصين الشعبية في التصويت.